# Ітрексьйод
Ітрексьйод (давньосканд. Ítreksjóð) — син Одіна. З'являється у 75 розділі Тули про імена (Молодша Едда), де його називають одним з асів та синів Одіна.

## Етимологія
Ім'я майже ніде не згадується, але цікаве тим, що воно розроблено як по батькові. Jóð — "дитина". Якщо Ітрексьйод є одним із синів Одіна, Ítreks повинен бути Одіном. 
В сучасній мові його іноді називають Ітрексьод чи Ітрексьод.

## Молодша Едда
Строфа 18
| Burir eru Óðins Baldr ok Meili, Víðarr ok Nepr, Váli, Áli, Þórr ok Hildólfr, Hermóðr, Sigi, Skjöldr, Yngvifreyr ok Ítreksjóð, Heimdallr, Sæmingr, Höðr ok Bragi. | Діти Одіна суть Бальдр і Мейлі, Відар і Неп, Валі, Алі, Тор і Гільдольв, Гермод, Сігі, Скьольд, Інгвіфрейр і Ітрексьйод, Геймдалль, Семінг, Гед і Брагі. |